# Нощни вълци
„Нощни вълци“ е първият и най-голям клуб на рокери (мотоциклетисти) в Русия. Създаден е от любители на рок музиката и мотоциклетите в края на 1980-те години в Москва.
Клубът поддържа тесни връзки с Владимир Путин и с властимащите в Кремъл и като цяло се смята, че се придържа към среди, които са свързани с руските националистически тежнения. Според официалната електронна страница на клуба той се опира на православните традиции и членовете му се гордеят с историята на Русия.

## История
През 1983 г. в СССР започват да изнасят концерти рок-групи, забранени от официалната комунистическа власт. На концертите в Москва се събират хора от цялата страна, много от които пътуват с мотоциклети. Концертите се охраняват от т. нар. „любери“. Първите „нощни вълци“ са мотористи и любери, които защитават нелегалните рок-музиканти и други неформални противници на властта в СССР.
На 31 май 1989 г. за пръв път са подадени документи за официална регистрация на първия в Русия мотоклуб „Ночные волки – Night Wolves MC Russia“, със собствен герб и флаг на организацията. Властите не разрешават официална регистрация на клуба.

## Идеология
Според официалната страница на клуба, мотоциклетът е символ на свободата, а емблемата на клуба – символ на тяхната памет, вярност и чест. Те са горди със своето неопетнено минало и с руското си име. Според странични наблюдатели, клубът заема ултранационалистически про-руски позиции и поддържа близки връзки с Кремъл и президента на Русия Владимир Путин.

### Посещение в България
На 30 юни и 1 юли 2016 г. мотоклубът посещава България.
- „Нощни вълци в България“
- Пред Паметника на Съветската армия на шествието на Безсмъртния полк през 2019 г.
- Посрещане в България, през 2016 г.
- На посещение в София, през 2016 г.
- Пресконференция в РКИЦ, през 2016 г.

### Дейност в Украйна
Членове на „Нощни вълци“ воюват на страната на проруски бойци по време на Кримската криза и войната в Донбас. Блокират главните пътища в Севастопол и участват в нападения на съоръжения за природен газ и срещу военноморския щаб в града.

## Финансиране
Според твърдения в доклад от 2013 г. „Нощните вълци“ получават десетки милиони рубли (милиони евро) годишно от руското правителство. През май 2015 г. руският опозиционер Алексей Навални твърди, че руското правителство е дало 56 милиона рубли (около 800 хил. евро) на организацията през предходната година и половина. През октомври 2015 г. Нощните вълци получават дарение от 12 милиона рубли от руското правителство за изграждането на патриотичен младежки център в Севастопол, Крим.

## Санкции

### Канада
Канада добавя ръководителя на клуба Александър Залдостанов в списъка за санкции през февруари 2015 г., а през юни същата година към този списък е добавен и самият клуб.

### САЩ
През декември 2014 г., САЩ обявяват санкции срещу „Нощни вълци“ поради тяхното участие в нападения на газоразпределителна станция в Стриколкове и украинския военноморски щаб в Севастопол, както и поради набиране на бойци за войната в Донбас.

## Галерия
- Посрещане на Нощните вълци пред Св. Александър Невски в София и пресконференция в РКИЦ